# Route 48 (Islande)
Pour les articles homonymes, voir Route 48.
La Route 48 (Þjóðvegur 48) ou 	Kjósarskarðsvegur est une route islandaise reliant la Route 36 à la Route 47.

## Trajet

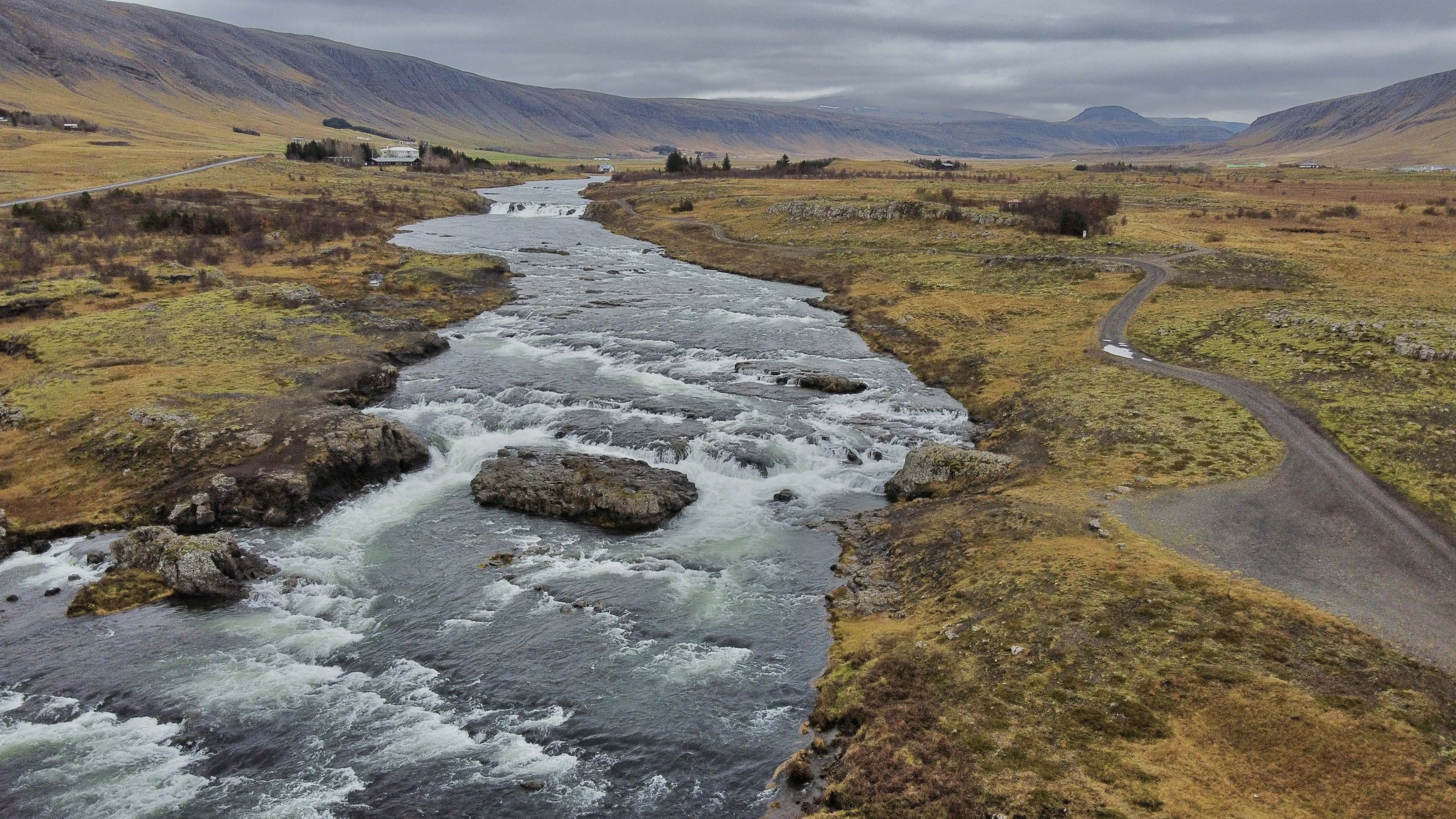
Route 48 (à l'extrême gauche sur la photo) dans la vallée de la rivière Laxá í Kjós

- Route 36
- Route 47